# Hippeutis complanatus
Hippeutis complanatus е вид коремоного от семейство Planorbidae.

## Разпространение
Видът е разпространен в Австрия, Азербайджан (Нахичеван), Алжир, Армения, Белгия, България, Великобритания, Германия, Гърция, Дания, Египет, Естония, Западна Сахара, Иран, Ирландия, Испания, Италия, Казахстан, Латвия, Либия, Литва, Лихтенщайн, Люксембург, Мароко, Нидерландия, Норвегия, Полша, Португалия, Северна Македония, Румъния, Русия (Амурска област, Бурятия, Западен Сибир, Иркутск, Камчатка, Красноярск, Курилски острови, Магадан, Приморски край, Сахалин, Тува, Хабаровск и Читинска област), Словакия, Словения, Тунис, Туркменистан, Турция, Украйна, Унгария, Финландия, Хърватия, Чехия, Швейцария и Швеция.